# Le bonheur est dans le pré
Le bonheur est dans le pré je francouzský hraný film z roku 1995, který režíroval Étienne Chatiliez. Film vypráví příběh obchodního ředitele, který využívá své neuvěřitelné podobnosti s mužem, který je již dvacet šest let nezvěstný, aby zaujal jeho místo a utekl před svými problémy.

## Děj
Obchodní ředitel ve městě Dole v departementu Jura, Francis Bergeade nevede příliš šťastný život. Zaměstnanci jeho továrny na záchodová sedátka mu pravidelně vyhrožují stávkou, má na krku kontrolu finančního úřadu. Jeho manželka Nicole a jeho dcera Géraldine myslí jen na bezuzdné utrácení. Jedinou jeho životní radostí jsou chvíle strávené v restauraci Le Bon Laboureur se svým nejlepším přítelem Gérardem, prodejcem automobilů.
Potíže se nahromadí natolik, až musí být hospitalizován. Během rekonvalescence se stane nepředvídatelné: farmářka Dolorès Thivart a její dvě dcery, které pocházejí z Condomu, v departementu Gers, se zúčastní televizního show, aby našly svého manžela a otce, jistého Michela Thivarta, který zmizel před šestadvaceti lety. Francis je dokonalým dvojníkem Michela Thivarta! Je to on, nebo není? Francis to zpočátku popírá, ale jeho manželka ani média mu nevěří. Francis, pod tlakem Gérarda, a když vidí, jak se jeho život stává peklem, rozhodne se předstírat, že on je zmizelým Michelem Thivartem.
K jeho velkému překvapení  ho Dolores poznává a přijímá. Tak začíná pro Francise, který se stal Michelem, příjemný, jednoduchý život, obklopený milující rodinou. Všechny jeho dosavadní problémy přitom zdědí manželka, dcera a zeť, kteří ho nakonec prosí o pomoc. Francis objeví Michelovo skryté jmění a použije ho k záchraně svého podniku. Mučen svým svědomím se pak Dolores přizná ze svého podvodu. Ta odpoví, že to hned poznala, ale že ho přijala, aby potěšila svou rodinu, a že ho má raději než skutečného Michela, násilnického lupiče. Francis a Gérard zjistí, co se stalo skutečnému Michelovi. Po poslední loupeži, která se nepovedla, spadl na dno studny, když se snažil zlikvidovat důkazy. Francis, Dolores a Nicole se vzájemně dohodnou, že svým dětem nic neřeknou a všichni přijmou svůj nový život.

## Obsazení
| Michel Serrault         | Francis Bergeade                           |
| Sabine Azéma            | Nicole Bergeade, jeho žena                 |
| Alexandra London        | Géraldine Bergeade, jeho dcera             |
| Carmen Maura            | Dolorès Thivart                            |
| Virginie Darmon         | Françoise Thivart                          |
| Guilaine Londez         | Sylvie Thivart                             |
| Eddy Mitchell           | Gérard Thulliez                            |
| François Morel          | Pouillaud, účetní v továrně                |
| Yolande Moreau          | Lucette, dělnice                           |
| Isabelle Nanty          | dělník                                     |
| Seloua Hamse            | Yasmina, odborářka v továrně               |
| Gilles Treton           | zástupce odborů                            |
| Roger Gicquel           | Charles, televizní moderátor               |
| Patrick Bouchitey       | Jean-Paul Delépine                         |
| Serge Hazanavicius      | Alexis Legoff                              |
| Daniel Russo            | André, majitel restaurace Le Bon Laboureur |
| Catherine Jacob         | Louise, jeho žena                          |
| Christophe Kourotchkine | Rémi                                       |
| Éric Cantona            | Lionel                                     |
| Joël Cantona            | Nono                                       |
| Jean Bousquet           | otec Léonard                               |

## Ocenění
César: nejlepší herec ve vedlejší roli (Eddy Mitchell); nominace v kategoriích nejlepší film, nejlepší režisér (Étienne Chatiliez), nejlepší původní scénář nebo adaptace (Florence Quentin), nejlepší herečka (Sabine Azéma), nejlepší herečka ve vedlejší roli (Carmen Maura).